# Erwin van Krey
Erwin van Krey (1959, Tilburg) is een Nederlands kunstschilder, bekend om zijn figuratieve olieverfschilderijen.

## Biografie

### Opleiding
van Krey volgde een opleiding tot modern schilder aan de Koninklijke Academie voor Kunst en Vormgeving in ’s-Hertogenbosch (de huidige Akademie voor Kunst en Vormgeving St. Joost). Op de kunstacademie, waar hij in 1983 afstudeerde, maakte hij kennis met de oude meesters die hij in zijn verdere loopbaan vaak kopieerde om zijn eigen techniek verder te ontwikkelen.
Op de kunstacademie werd van Krey opgeleid in abstract expressionisme en was hij het gewoon om op grote vierkante doeken te schilderen. Het merendeel van zijn oeuvre omvat echter schilderijen in kleinere formaten (kleiner dan 40 x 40 cm). Abstracte kunst vond hij echter te vaag. Met deze kunststijl had hij steeds het gevoel nooit klaar te zijn met een schilderij.

### Stijl en oeuvre
van Krey schildert reeds sinds begin jaren zeventig. Hij laat zich voor zijn werken inspireren door zorgvuldig uitgekozen foto’s uit familiealbums van de jaren vijftig en zestig. De figuratieve schilderijen, vaak zwart-wit, roepen een uitzonderlijke sfeer op, zijn meestal schijnbaar melancholisch en soms ietwat droevig. Zowel zijn portretten als de landschappen zijn onconformistisch, emotievol en zijn door het gesluierde/troebele karakter moeilijk te plaatsen in tijd en ruimte. De schilder poogt steeds de tijd in zijn werken te onderbreken, te veranderen en te vertragen.
Naast figuratieve werken bestaat zijn oeuvre verder uit meer abstracte, surrealistische werken die refereren naar schilders als Giorgio de Chirico. van Krey's schilderij "Metaphysical Interior with Landscape" (2014) refereert zo naar "Methafysical Interio with Large Factory", een werk van de Chirico uit 1917. Zijn schilderij "Train" (2012) verwijst dan weer naar de Chirico's schilderij "The Philosopher's Conquest" (1913/1914).

### Tentoonstellingen
Doorheen zijn carrière nam hij deel aan tentoonstellingen in Nederland, België, Spanje en Duitsland en werkte hij samen met diverse kunstgalerijen en kunstcentra, waaronder het Vincent van GoghHuis in Zundert en de Galerie Dabekaussen in Sittard.
In 2016 nam van Krey samen met andere kunstenaars (waaronder Mark Manders) deel aan de groepstentoonstelling 'Investigations into the uncanny'. Deze expositie betrof een samenwerking met het Stedelijk Museum voor Actuele Kunst (SMAK) in Gent en werd samengesteld door organisator/kunstenaar Lars Weller, gastcurator Loek Grootjans en de artistiek leider van het S.M.A.K, Philippe Van Cauteren. Naar aanleiding van zijn tentoonstellingen in 2016 en eerdere jaren, bracht hij in mei 2016 het kunstboek "Combines" uit.
Samen met Nederlandse kunstenaars als Rik Smits en Hugo Tieleman stelde van Krey in 2019 werk tentoon in Eindhoven tijdens de openingsexpositie van de DebSaysYes.
In het najaar van 2020 is hij een van de deelnemers aan Rosalux, een tentoonstelling van hedendaagse kunst in Berlijn, Duitsland.
Hij werkt en woont in Vught.

### Tentoonstellingen (selectie)
- 2005 – De Warande, Eindhoven, Nederland
- 2006 – Expo Antwerp, België
- 2007 – Expo Brussels, België
- 2011 - Expositie Kruisverbanden[12]
- 2011 - Caixa Forum, Barcelona, Spanje
- 2012 - Galerie Vierbijvier /Galerie 4x4, Vianen[13][14]
- 2013 - NDK (Norbert Dabekaussen Kunst) Galerie in Sittard, Nederland
- 2014 - Atelier Isabelle -tentoonstelling samen met Lars Weller
- 2015 - Galerie Dabekaussen, Sittard[15]
- 2016 -  Stedelijk Museum voor Actuele Kunst in Gent "Investigations Into the Uncanny" i.s.m. Willem Twee Kunstruimte, ’s-Hertogenbosch, Nederland[16]
- 2017 – Ateliers Nazareth, Gemert, Nederland
- 2018 – Expositie in Vincent van GoghHuis in Zundert, Nederland[17][18]
- 2019 – DebSaysYes – Openingexpositie, Eindhoven, Nederland[19]
- 2020 - Rosalux - Berlin, Duitsland